# フランソワ (モンパンシエ公)
モンパンシエ公フランソワ（François de Bourbon-Vendôme, duc de Montpensier, 1542年 - 1592年6月4日）は、ブルボン家出身のモンパンシエ公。オラニエ公ウィレム1世妃シャルロットの兄で、アンヌ・マリー・ルイーズ・ドルレアン（ラ・グランド・マドモワゼル）の曽祖父にあたる。

## 生涯
フランソワは1542年にモンパンシエ公ルイ3世と妻ジャクリーヌ・ド・ロンウィの間に生まれた。生まれてから1582年に父ルイが亡くなるまでオーヴェルニュのドーファンと呼ばれた。1582年の父の死により称号と家領を相続、モンパンシエ公、ドンブ公、シャテルロー領主、ブロス子爵となった。
十代のころより、ユグノーとの戦いに参加した。1569年にはサン＝ジャン＝ダンジェリを奪取、サントンジュでプロテスタントと戦った。1574年、フランソワはフランス王アンリ3世によりラングドックおよびドーフィネの総督に任ぜられた。熱心なカトリック信者であったフランソワはアンリ3世の傍近く仕え、カトリック同盟には加わらなかった。アンリ3世の死後、フランソワは王位を継承したアンリ4世と同盟した。
フランソワはノルマンディー総督となった後、1592年に死去し、息子アンリが跡を継いだ。

## 子女
1566年にメジエール侯ニコラ・ダンジュー（メーヌ伯シャルル4世の庶子ルイの子孫）の娘ルネ・ダンジューと結婚し、1男をもうけた。
- アンリ（1573年 - 1608年） - モンパンシエ公